# Sulfure de tricarbone
Le sulfure de tricarbone, ou monosulfure de tricarbone, est un composé radicalaire de formule chimique :C=C=C=S. Il s'agit d'un hétérocumulène très réactif terminé par un hétéroatome de soufre et détecté dans le milieu interstellaire, par exemple dans le TMC-1 ou dans la nébuleuse de Kleinmann-Low, au cœur de la nébuleuse d'Orion. Le rapport de concentration entre le monoxyde de tricarbone C3O et le sulfure de tricarbone C3S reflète le rapport de concentration entre l'oxygène et le soufre dans le nuage moléculaire. Les rapports de concentrations des analogues à l'oxygène et au soufre suivent la même tendance. Il peut s'agir de nuages froids et sombres, ou au contraire de nuages chauds. Du C3S a également été détecté dans l'exosphère d'étoiles carbonées de la branche asymptotique des géantes, par exemple autour de l'étoile CW Leonis.
Le moment dipolaire du sulfure de tricarbone vaut 3,704 D. La longueur de la liaison :C=C terminale est de 127,5 pm, celle de la liaison C=C centrale est de 129,2 pm, et celle de la liaison C=S est de 153,5 pm. Le fait que les liaisons entre les atomes de carbone aient des longueur semblables confirme leur nature de liaisons doubles. La molécule présente une bande d'absorption infrarouge caractéristique à 2 047,5 cm−1 due à l'étirement d'une liaison C=C.

## Réactions
Tout comme le thioxoéthénylidène C2S qui lui est apparenté, le sulfure de tricarbone peut être obtenu par décharge luminescente à travers un gaz de disulfure de carbone CS2 dans l'hélium.
Les raies d'émission micro-ondes de certaines transitions rotationnelles correspondent à des raies jusqu'alors non identifiées dans le nuage moléculaire du Taureau,. Les concentrations maximales s'obtiennent sous une pression de CS2 de 0,02 torr.
On pense que, dans les nuages moléculaires, le mécanisme de formation serait ⋮CH + :CCS ⟶ ·H + :CCCS. Sur les grains de poussière cosmique, le mécanisme sous irradiation à la lumière visible ou ultraviolette serait CCC + H2S ⟶ CCC•HSH ⟶ CCCS + H2. Cette réaction a été reproduite dans une matrice d'argon solide.